# 乌古论氏 (陀满胡土门妻)
乌古论氏（？—1233年），金朝女性人物，乌古论伯祥之妹，临洮总管陀满胡土门之妻。
乌古论伯祥在朝中贵人间声誉很高，胡土门死与王事。崔立之变，衣冠贵族家的妇女多被其所污，乌古论氏对家人说：“我丈夫不辱朝廷，我敢辱及我的哥哥及我的丈夫吗。”于是自缢而死。一个婢女跟随一起赴死。